# Diocesi di Semgallia

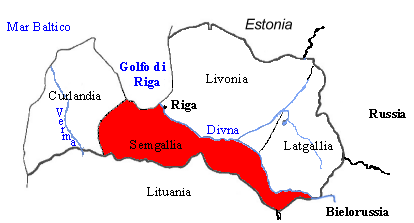
Mappa della regione della Semgallia.

La diocesi di Semgallia (in latino: Dioecesis Semigallensis) è una sede soppressa della Chiesa cattolica.

## Territorio
La diocesi si estendeva nella parte centrale dell'odierna Lettonia, nella storica regione di Semgallia.
Sede vescovile era la città di Selburg (in latino: Castrum Selonum), oggi conosciuta come Sēlpils (nel distretto di Jēkabpils), città che venne distrutta dagli Svedesi nel 1704.

## Storia
La diocesi fu eretta nella prima metà del XIII secolo quando, in seguito alle cosiddette Crociate del Nord, la regione baltica fu convertita al cristianesimo.
Essa era suffraganea dell'arcidiocesi di Riga.
La diocesi fu soppressa nel 1251 e i suoi territori incorporati in quelli dell'arcidiocesi di Riga.
Nel XIV secolo sono segnalati alcuni vescovi titolari.

## Cronotassi dei vescovi
- Bernhard von Lippe, O.Cist. † (1217 - 30 aprile 1224 deceduto)
- Lambert † (prima di agosto 1225 - dopo il 1229 deceduto)
- Balduin von Alna, O.Cist. † (1232 - 1243 deceduto)
- Arnold, O.Cist. † (circa 1246 - ? dimesso)
- Heinrich von Lützelburg, O.F.M. † (5 dicembre 1247 - 1251 nominato vescovo di Curlandia)

## Cronotassi dei vescovi titolari
- Tommaso † (14 febbraio 1343 - ?)
- Boniface du Puy † (circa 1379 - ?)
- Giovanni Jagow, O.P. † (18 febbraio 1383 - 20 luglio 1384 nominato vescovo di Strängnäs)